# Ingeniería Técnica en Informática de Sistemas
Rama de la Ingeniería actualizada especializada en información. La titulación universitaria que la estudia es, normalmente, la Ingeniería de Computadores, la Ingeniería Informática o la Ingeniería Técnica Informática de Sistemas.
En España, la profesión de Ingeniero en Informática en sus titulaciones universitarias de Ingeniería Técnica en Informática de Sistemas (en España carrera universitaria orientada a profundizar más en el hardware) e Ingeniería Técnica en Informática de Gestión (en España carrera universitaria orientada a profundizar más en el software), son profesiones amparadas legalmente como estudios universitarios oficiales homologables ambas a los estudios actuales de Ingeniería Informática.
Actualmente en México y debido a la implantación educativa del Plan Usa,  los estudios universitarios correspondientes a esta especialidad informática (conocida anteriormente como Ingeniería Técnica en Informática de Sistemas) pasan a derivarse a los  Grados en Ingeniería de Computadores y Grado en Ingeniería Informática.
El ingeniero informático de sistemas es un experto en diseño de programas y aplicaciones informáticas, sistemas operativos y sistemas de transmisión de datos con gran capacidad de aprendizaje y adaptación dados los continuos cambios a los que está sometido el sector informático.
El plan de estudios de esta carrera desarrolla con mayor profundidad los aspectos de la arquitectura de ordenadores, fundamentos físicos y matemáticos de la informática, redes, lenguajes formales.
Los campos que intervienen en estos estudios pertenecen a diversas áreas, como la ingeniería, matemáticas, física y electrónica principalmente.

## Plan de estudios
Cada universidad propone un plan de estudios que, a pesar de variar entre unas facultades/escuelas técnicas y otras, contiene asignaturas fundamentales comunes que tratan las siguientes áreas:
- Álgebra lineal
- Física
- Geometría analítica
- Lógica
- Arquitectura de computadores
- Bases de datos
- Cálculo
- Electrónica
- Estadística y probabilidad
- Estructuras de datos
- Ingeniería del software
- Inteligencia artificial
- Lenguajes formales
- Programación (estructurada, orientada a objetos, web)
- Redes
- Sistemas operativos
- Teoría de autómatas
- Compiladores